# Jurca Sirocco
O Jurca MJ-5 Sirocco (nome do vento quente Siroco que sopra do Deserto do Saara para o litoral norte da África) é uma aeronave esportiva designada na França no início dos anos 1960 e comercializado como kit. Ele é um de muitos designs feitos em madeira desenhados pelo designer nascido na Romênia Marcel Jurca. Jurca foi um ex-piloto da Segunda Guerra Mundial que pilotava aeronaves como o Henschel Hs 129 e tinha planos de comercializar o modelo no Canadá e Estados Unidos sob a empresa Falconar Aviation. O MJ-5 é um monoplano de asa baixa cantiléver convencional construído em madeira. Os assentos em tandem são cobertos por uma canopi em bolha, e seu trem de pouso pode ser fixo ou retrátil.

## Variantes
- MJ-5

Variante básica
- MJ-50 Windy

Versão em metal com trem de pouso retrátil (nunca construído)
- MJ-51 Sperocco

("Special Sirocco") - versão de performance com asas do modelo Jurca Gnatsum
- MJ-52 Zéphyr

(nome do vento do oeste Zéfiro) - versão utilitária com motores automotivos convertidos de Volkswagen ou um Continental A65
- MJ-53 Autan

Versão com assentos lado a lado dois construídos
- MJ-55 Biso

Um construído